# منطقه حفاظت‌شده باقران
منطقهٔ حفاظت‌شدهٔ باقران یک منطقهٔ حفاظت‌شده با مساحت ۱۳۵۵۱ هکتار است که در استان خراسان جنوبی در ایران قرار دارد. این منطقهٔ حفاظت‌شده طبق مصوبهٔ شمارهٔ ۷۶۱ در تاریخ ۹۸/۰۴/۲۵ در فهرست مناطق تحت حفاظت سازمان محیط زیست ایران قرار گرفت.